# Guiana nos Jogos Sul-Americanos
A Guiana se fez presente pela primeira vez nos Jogos Sul-Americanos em Cuenca-1998. Desde então, tem participado de todas as edições deste evento. O país conta com delegações pequenas nos mesmos, o que reflete em seu desempenho no quadro de medalhas.
O país, que é representado nos Jogos Sul-Americanos pela Associação Olímpica Guianesa, ainda não sediou uma edição deste evento multidesportivo.

## Delegação
Nas duas edições passadas dos Jogos Sul-Americanos, Medellín-2010 e Santiago-2014, a Guiana foi representada por oito atletas em cada. Por sua vez, em Cochabamba-2018 o país se fez presente com um total de 11 desportistas.

## Quadro de medalhas
Segue-se, abaixo, o histórico da Guiana nos Jogos Sul-Americanos.
| Ano   | Nação     | Cidade       | Posição | Ouro | Prata | Bronze | Total |
| 1978  | Bolívia   | La Paz       | -       | -    | -     | -      | -     |
| 1982  | Argentina | Rosario      | -       | -    | -     | -      | -     |
| 1986  | Chile     | Santiago     | -       | -    | -     | -      | -     |
| 1990  | Peru      | Lima         | -       | -    | -     | -      | -     |
| 1994  | Venezuela | Valencia     | -       | -    | -     | -      | -     |
| 1998  | Equador   | Cuenca       | 14/14   | 0    | 0     | 0      | 0     |
| 2002  | Brasil    | Brasil       | 11/14   | 0    | 1     | 7      | 8     |
| 2006  | Argentina | Buenos Aires | 10/15   | 1    | 1     | 0      | 2     |
| 2010  | Colômbia  | Medellín     | 11/15   | 1    | 1     | 2      | 4     |
| 2014  | Chile     | Santiago     | 14/14   | 0    | 0     | 0      | 0     |
| 2018  | Bolívia   | Cochabamba   | 14/14   | 0    | 1     | 4      | 5     |
| 2022  | Paraguai  | Assunção     |         |      |       |        |       |
| Total | Total     |              |         | 2    | 4     | 13     | 19    |

## Desempenho
O décimo lugar obtido nos Jogos de Buenos Aires-2006 foi a melhor colocação obtido pela Guiana, na classificação geral de suas participações neste evento multidesportivo. Entretanto, foi no Brasil-2002 que este país mais conquistou medalhas, sendo oito no total (uma de prata e sete de bronze).
Em duas oportunidades, a delegação da Guiana não conquistou nenhuma medalha. Tais fatos ocorreram nos Jogos Sul-Americanos de Cuenca-1998 e, mais recentemente, em Santiago-2014.